# Masacre de El Paso de 2019
La masacre de El Paso de 2019 fue un ataque terrorista a modo de tiroteo llevado a cabo el 3 de agosto de 2019 en la ciudad homónima, a manos de un joven supremacista blanco. 
El tiroteo masivo ocurrió en un local de Walmart cerca del centro comercial de Cielo Vista en El Paso, Texas, Estados Unidos el 3 de agosto de 2019, alrededor de las 10:00 a. m. (MDT). 23 personas resultaron muertas, y otras 23 fueron heridas. Una persona está bajo custodia. Un portavoz de la policía confirmó que se utilizó un fusil semiautomático en el incidente. El sospechoso fue descrito como un hombre blanco de 21 años llamado Patrick Wood Crusius.
La policía está "razonablemente segura" de que un manifiesto del nacionalismo blanco, publicado 27 minutos antes del tiroteo en el tablón /pol/ del sitio web 8chan bajo el título de The Inconvenient Truth, está vinculado al sospechoso. El manifiesto expresa apoyo e inspiración por los ataques terroristas en la mezquita de Christchurch, junto con la preocupación por la invasión hispana, la automatización, las grandes corporaciones y la degradación ambiental.

## Víctimas
| País de origen | Muertos | Heridos |
| -------------- | ------- | ------- |
| Estados Unidos | 13      | 17      |
| México         | 9       | 6       |
| Alemania       | 1       | 0       |
| Total          | 23      | 23      |

Después del tiroteo, once víctimas fueron llevadas al Centro Médico Universitario de El Paso, mientras otros diez fueron llevadas al Centro Médico de Del Sol.

## Reacciones
- Estados Unidos: El presidente de los Estados Unidos, Donald Trump, publicó un mensaje en Twitter prometiendo que su administración proporcionaría "apoyo total y ofreció sus pensamientos y oraciones más sinceras".[14] El gobernador de Texas, Greg Abbott, calificó el tiroteo como "un acto de violencia atroz y sin sentido". El precandidato presidencial del Partido Demócrata, Beto O'Rourke terminó su gira de campaña temprano para volver a su ciudad natal de El Paso.[15]
- México: Tras un análisis a la información de seguridad que el gobierno estadounidense cedió al Gobierno de México, declararon el ataque como terrorismo,[16] debido a que consideraron se trataba de un ataque deliberado contra mexicanos. El presidente de México, Andrés Manuel López Obrador, confirmó la muerte de nueve ciudadanos mexicanos en su cuenta de Twitter y declaró que la Secretaría de Relaciones Exteriores (SRE) estaba ayudando a las víctimas mexicanas. También expresó sus condolencias a las familias de las víctimas, tanto estadounidenses como mexicanos.[17] Un canciller mexicano recabó información de seguridad del gobierno estadounidense sobre el tiroteo de El Paso, Texas. Según las cámaras de seguridad, el asesino llegó a Walmart y se puso audífonos aislantes para no escuchar los gritos de sus víctimas, contó Ebrard.[18]
- Unión Europea: La Unión Europea, al igual que México, consideró el tiroteo que inició Crusius en El Paso, como terrorismo.[19]
- Organización de las Naciones Unidas: El secretario general de la ONU, António Guterres, condenó "en los términos más enérgicos el ataque terrorista contra los latinos el sábado en la ciudad de El Paso en Texas" y pidió que todos trabajen juntos para combatir la violencia nacida del odio, el racismo y la xenofobia. Recientemente, la ONU lanzó un plan de acción para "luchar contra los discursos que incitan al odio".
- Ciudad del Vaticano: El incidente fue mencionado por el Papa Francisco durante un discurso en la Plaza de San Pedro el 4 de agosto, en el que condenó los ataques contra personas indefensas y dijo que estaba espiritualmente cerca de las víctimas, los heridos y las familias afectadas por los ataques que habían " ensangrentado Texas, California y Ohio ". El tiroteo en el Festival del ajo de Gilroy ocurrió en California alrededor de una semana antes del tiroteo en El Paso, mientras que el tiroteo de Dayton en 2019 ocurrió en Ohio menos de 24 horas después.[20]
- Uruguay: Uruguay emitió advertencias de viaje para evitar ciertas ciudades de los Estados Unidos, como Baltimore , Detroit , Albuquerque , Cleveland , Memphis y Oakland , citando "proliferación de actos de violencia" y "creciente violencia indiscriminada, principalmente por crímenes de odio, incluido el racismo y la discriminación ". El gobierno uruguayo advirtió a sus ciudadanos que eviten cualquier lugar con grandes multitudes, incluidos centros comerciales, festivales y "cualquier tipo de evento cultural o deportivo".
- Venezuela: El canciller venezolano, Jorge Arreaza, publicó en su cuenta de Twitter un comunicado con recomendaciones en el que alerta a los venezolanos que residen o que tengan previsto viajar a territorio estadounidense "extremar precauciones o postergar sus viajes, ante la proliferación de hechos de violencia y crímenes de odio expresados en las situaciones ocurridas recientemente".
- Japón: Japón emitió una advertencia de viaje similar, aconsejando a sus ciudadanos que presten atención al potencial de disparos "en todas partes" en los Estados Unidos, que describieron como una "sociedad de armas". El presidente Donald Trump amenazó con represalias indefinidas contra países y organizaciones que emiten advertencias de viaje a los Estados Unidos debido a la violencia armada.

## En la cultura popular
El tiroteo de El Paso inspiró el extenso libro La frontera salvaje. 200 años de fanatismo anglosajón en América latina (2021) de Jorge Majfud, que desató múltiples debates en Estados Unidos y en el resto del mundo de habla hispana.